# Ibrahim Edhem Pasha
Ibrahim Edhem Pasha (1819-1893) fue un estadista otomano, que ocupó el cargo de Gran Visir al comienzo del reinado de Abdul Hamid II entre el 5 de febrero de 1877 y el 11 de enero de 1878. Renunció a ese puesto después de que las posibilidades otomanas de ganar la guerra ruso-turca (1877-1878) habían disminuido. Además, ocupó numerosos puestos administrativos en el Imperio Otomano, incluido el de ministro de Asuntos Exteriores en 1856, luego embajador en Berlín en 1876 y en Viena de 1879 a 1882. También se desempeñó como ingeniero militar y ministro de Interior de 1883 a 1885.  En 1876-1877, representó al gobierno otomano en la Conferencia de Constantinopla .

## Primeros años
Nació en Quíos de ascendencia griega en un pueblo cristiano ortodoxo griego en la isla. Curiosamente, su conexión con Quíos no está bien documentada: su hijo Osman Hamdi Bey afirmó que era miembro de la familia Skaramanga, pero el propio Edhem Pasha trató de borrar sus conexiones griegas.
Cuando era un niño en 1822, quedó huérfano y fue capturado por soldados otomanos durante la masacre de la población griega de Quíos . Fue vendido como esclavo, llevado a Constantinopla y adoptado por el (más tarde) gran visir Hüsrev Pasha . Al carecer de sus propios hijos y familia, Hüsrev Pasha crio a unos diez niños que habían quedado huérfanos o comprados como esclavos, muchos de los cuales ascendieron a posiciones importantes.
El niño, ahora llamado İbrahim Edhem, se distinguió rápidamente por su inteligencia y, después de haber asistido a escuelas en el Imperio Otomano, fue enviado junto con varios de sus compañeros, y bajo la supervisión de su padre, entonces gran visir, y del propio sultán Mahmud II, a París para continuar sus estudios con una beca estatal. Allí volvió a obtener una licenciatura y fue uno de los mejores alumnos de la École des Mines. Fue compañero de clase y amigo de Louis Pasteur .[cita requerida] Así se convirtió en el primer ingeniero de minas de Turquía en el sentido moderno, y comenzó su carrera en este campo.

## Familia y legado
Ibrahim Edhem Pasha fue el padre de Osman Hamdi Bey, un conocido arqueólogo y pintor, así como el fundador del Museo de Arqueología de Estambul y la Universidad de Bellas Artes Mimar Sinan . Otro hijo, Halil Edhem Eldem, tomó posesión del museo de arqueología después de la muerte de Osman Hamdi Bey y fue diputado durante diez años bajo la recién fundada República Turca . Otro hijo, İsmail Galib Bey, es considerado el fundador de la numismática como disciplina científica en Turquía. Las generaciones posteriores de la familia también produjeron nombres ilustres. El arquitecto Sedat Hakkı Eldem, un primo, es uno de los pilares de la búsqueda de estilos arquitectónicos modernos adoptados por la República de Turquía (llamado estilo republicano en el contexto turco) en sus primeros años y que marca muchos edificios importantes que datan de la período de las décadas de 1920 y 1930. Un bisnieto, Burak Eldem, es escritor, mientras que otro, Edhem Eldem, es un historiador de renombre. Más nombres incluyen Erol Eldem, Tiana Eldem, Levent Eldem y Ercan Eldem, arquitecto.